# Helmut Günther (Physiker)
Helmut Günther (* 24. März 1940 in Bochum) ist ein deutscher theoretischer Physiker, der sich mit Fehlordnungen und Lorentz-Symmetrien in Gitterstrukturen sowie der axiomatischen Grundlage der Speziellen Relativitätstheorie beschäftigt.

## Leben
Günther studierte Physik an der Humboldt-Universität zu Berlin. Unter der Leitung von Hans-Jürgen Treder wurde er 1966 am Institut für Reine Mathematik der Akademie der Wissenschaften der DDR promoviert (Zur Nichtlinearen Kontinuumstheorie bewegter Versetzungen) und erwarb am Zentralinstitut für Astrophysik in Potsdam-Babelsberg (1969–1982) im Jahr 1972 mit der Schrift Zur Dynamik schneller Versetzungen den Dr. sc. nat. Am Einstein-Laboratorium für Theoretische Physik arbeitete er von 1982 bis 1986 zu geometrischen Modellen und Gleichgewichtskonfigurationen von Linienstrukturen in Festkörpern. 1986 gelang ihm die Flucht mit seiner Familie aus der DDR in die Bundesrepublik Deutschland.
Von 1987 bis 1989 arbeitete er unter der Leitung von Alfred Seeger am Max-Planck-Institut für Metallforschung in Stuttgart und unter der Leitung von Ekkehart Kröner von 1989 bis 1990 am Institut für Theoretische und Angewandte Physik der Universität Stuttgart und publizierte hier Arbeiten zu Lorentz-Symmetrien von Lösungen der Sinus-Gordon-Gleichung in Kristallen.
Von 1990 bis 2005 war er Professor für Mathematik und Physik an der Fachhochschule Bielefeld. Er hat auch zur Philosophie von Raum und Zeit Stellung genommen (in Die Spezielle Relativitätstheorie 2013) und ist mit öffentlichen Vorträgen zur Relativitätstheorie und verwandten Themen aktiv, u. a. bei der Urania Berlin und als Akademiedozent auf den Sommerakademien der Studienstiftung des Deutschen Volkes.
Seit 1998 ist der Dozent an der dualen Hochschule Stuttgart am Campus Horb.

## Schriften (Auswahl)
A) Physik
- Zur Nichtlinearen Kontinuumstheorie bewegter Versetzungen. Dissertation. Akademie-Verlag, Berlin 1967, DNB 456838554.
- Zur Dynamik schneller Versetzungen. Akademie-Verlag, Berlin 1973, DNB 740037463.
- Grenzgeschwindigkeiten und ihre Paradoxa. (= Teubner-Texte zur Physik. Band 31). Springer Fachmedien, Wiesbaden 1996, ISBN 3-8154-3029-1.
- Starthilfe Relativitätstheorie – Ein neuer Zugang in Einsteins Welt. 2. Auflage. B.G. Teubner, Stuttgart / Leipzig / Wiesbaden 2004, ISBN 3-519-10382-6.
- Bewegung in Raum und Zeit – Eine Einführung in die Physik. Edition am Gutenbergplatz, Leipzig 2012, ISBN 978-3-937219-54-7.
- Die Spezielle Relativitätstheorie – Einsteins Welt in einer neuen Axiomatik. mit 13 Porträts nach Arbeiten von Christina Günther, Springer Spektrum, Wiesbaden 2013, ISBN 978-3-658-00712-6.
- mit Volker Müller: The Special Theory of Relativity – Einstein's World in New Axiomatics, Springer Nature, Singapore 2019, ISBN 978-981-13-7783-9 (E-Book), ISBN 978-981-1377-82-2.
- Elementary Approach to Special Relativity, Springer Nature, Singapore 2020, ISBN 978-981-15-3168-2 (E-Book), ISBN 978-981-15-3167-5.
- mit Volker Müller:  Dopplereffekt und Rotverschiebung – Klassische Theorie und Einsteinsche Effekte, Springer Spektrum 2020 ISBN 978-3-658-32335-6, e Book ISBN 978-3-658-32336-3
- Tachyonen – Partikel mit Überlichtgeschwindigkeit in Einsteins Relativitätstheorie, Springer Spektrum 2021 ISBN 978-3-658-33644-8, E Book ISBN 978-3-658-33645-5
- Das Zwillingsparadoxon unter Berücksichtigung der Gravitation, Springer Spektrum 2022. ISBN 978-3-662-65080-6, E Book ISBN 978-3-662-65081-3
- Tachyons and Relativity, Shaker Verlag 2023, ISBN 978-3-8440-9083-3

B) Belletristik unter dem Pseudonym Rela Ferenz mit Illustrationen von Christina Günther
- Geschichten aus dem Nichts. novum publishing 2012, ISBN 978-3-99007-724-5.
- Die Mühle am Bach. united pc Verlag 2012, ISBN 978-84-9015-869-2.
- Tod in Tegel. united pc Verlag 2013, ISBN 978-3-85438-499-1.
- Tod in Tegel und andere Geschichten Neubearbeitung. Shaker Media Verlag 2024, ISBN 978-3-98903-015-2.
- Sintemalen Floh und Fliege. united pc Verlag 2013, ISBN 978-3-85438-006-1.
- Alles nur Gedichte. united pc Verlag 2013 ISBN 978-3-7103-0279-4.
- Johanna Schellenbaum. united pc Verlag 2014 ISBN 978-3-7103-1353-0.
- Das Sperrgebiet. united pc Verlag 2014, ISBN 978-3-7103-1557-2.
- Mord in der Steintherme. united pc Verlag 2. Auflage 2014, ISBN 978-3-7103-1892-4.
- Tod am Schwielowsee. united pc Verlag 2015, ISBN 978-3-7103-2360-7.
- Die Jüdin. united pc Verlag 2015, ISBN 978-3-7103-2504-5.
- Die Mangel. united pc Verlag 2017, ISBN 978-3-7103-3137-4.
  - Die Mangel Kriminalroman – Neuauflage united pc Verlag 2023, ISBN 978-3-7103-5637-7.
- Tobias Triebel – Zwölf Kreuzer. united pc Verlag 2017, ISBN 978-3-7103-3213-5.
- Die Halbschwester. united pc Verlag 2018, ISBN 978-3-7103-3625-6.
- Jackpot – Skurrile Texte. Shaker Media Verlag 2023, ISBN 978-3-95631-994-5.